# Ulica Jana III Sobieskiego w Rybniku
Ulica Jana III Sobieskiego w Rybniku – jedna z ważniejszych ulic Śródmieścia. Znajduje się na rybnickiej starówce i pełni rolę jednej z głównych ulic handlowych Rybnika. Ulica rozciąga się od Rynku do skrzyżowania z ulicami Gliwicką, Łony i Powstańców Śląskich. Ma około 260 metrów długości. W całości zabudowana przedwojennymi kamienicami.
W 2012 r. deptak ulicy został zrewitalizowany. Projekt, wykonany przez pracownię toprojekt, nagrodzony został przez Towarzystwo Urbanistów Polskich, zdobywając pierwszą nagrodę w kategorii miejska przestrzeń publiczna.

## Obiekty

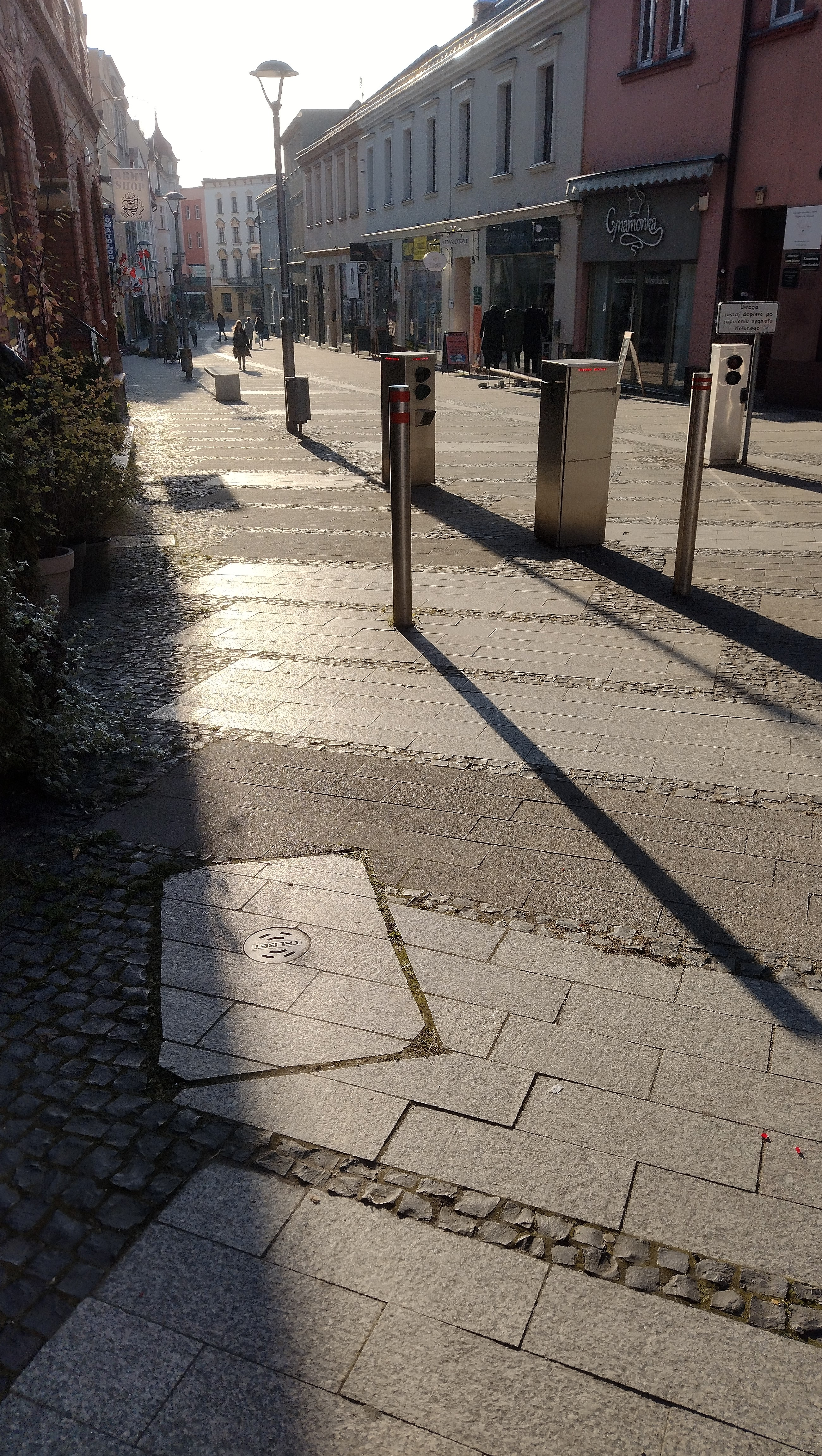
Widok od strony ulicy Gliwickiej, w tle Świerklaniec

Przy ulicy Jana III Sobieskiego znajdują się m.in.:
- dawny hotel Świerklaniec
- Apteki
- Banki
- halo!Rybnik - informacja turystyczna[4]